# Heřmánek pravý
Heřmánek pravý (Matricaria chamomilla, synonymum Matricaria recutita), také heřmánek lékařský, je jednoletá nebo ozimá léčivá rostlina z čeledi hvězdnicovitých. Hojně se využívá v kosmetice a léčitelství, v aromaterapii i homeopatii. Je to jedna z nejoblíbenějších a velmi dlouho známých léčivých bylin.

## Názvosloví a systematika

### Lidové názvy a etymologie
Lidově nazýván rumánek, marunka, harmaníček či kamilka. Odborný název pochází pravděpodobně z latinského slova mater (matka), resp. matrix, tj. děloha, zřejmě podle dutého květního lůžka nebo podle toho, že je bylinou užívanou též k léčení ženských nemocí a hygieně. Český výraz heřmánek potom z latinského armanilla s přidáním počátečního „h-“ (staročesky ještě ormánek).

### Systematické zařazení
V rámci čeledi hvězdnicovitých patří rod Matricaria do její nejrozsáhlejší podčeledi Asteroideae a v ní dále do tribu Anthemidae. V něm podle molekulárních studií spoluvytváří monofyletický subtribus Matricariinae společně rody Achillea (řebříček) v rozšířeném pojetí (včetně rodů Leucocyclus a Otanthus), Anacyclus a Heliocauta.

### Nomenklaturická poznámka
Taxon Matricaria recutita L.,  1753, má celou řadu synonym, vzhledem k poměrně komplikované nomenklatorické historii:
| Nomenklatorická synonyma: | ≡Chamomilla recutita (L.) Rauschert, 1974 ≡Matricaria chamomilla L. var. recutita (L.) Grierson, 1974 ≡Matricaria pyrethroides DC. var. recutita |
| Taxonomická synonyma:     | =Matricaria chamomilla L. 1753 =Matricaria suaveolens L., 1755 =Matricaria inodora L., 1755 nom. illeg. =Chamomilla inodora (L.) K.Koch, 1843 =Matricaria maritima L. subsp. inodora (K.Koch) Soó, 1941 =Matricaria patens Gilib., 1782 =Matricaria tenuifolia Salisb., 1796 =Matricaria pusilla Willd., 1809 =Matricaria perforata Mérat, 1812 =Chamomilla vulgaris S.F.Gray, 1821 =Matricaria courrantiana DC., 1838 =Chamomilla courrantiana (DC.) K.Koch 1851 =Matricaria chamomilla L. subsp. courrantiana (DC.) Nyman, 1879 =Matricaria chamomilla L. var. coronata J.Gay, 1840 =Matricaria coronata (J.Gay) J.Gay 1846 =Matricaria pyrethroides DC. var. coronata (J.Gay) Fertig, 1978 =Chamomilla meridionalis K.Koch, 1843 =Chamomilla officinalis K.Koch, 1843 =Chamomilla praecox K.Koch, 1843 =Matricaria kochiana Sch.Bip., 1844 =Matricaria salina Schur, 1853 =Chamaemelum limosum Maxim., 1900 =Matricaria limosa (Maxim.) Kudo, 1923 =Matricaria maritima L. subsp. limosa (Maxim.) Kitam., =Matricaria pyrethroides DC., 1838 |

## Vzhled

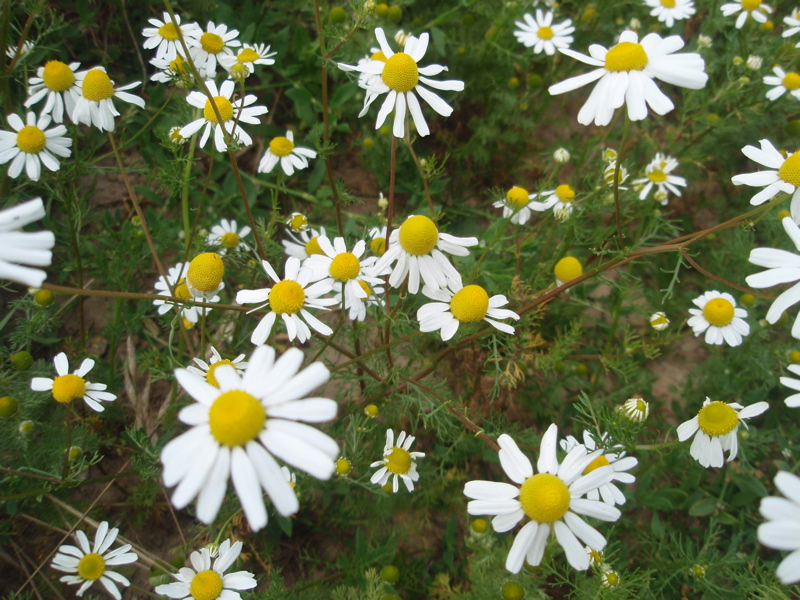
Kvetoucí rostliny

Je to jednoletá nebo ozimá, 15 až 50 cm vysoká, příjemně vonící bylina. Lodyha je přímá nebo vystoupaná, lysá, příp. pod úbory řídce chlupatá a zpravidla bohatě větvená. Listy jsou řídké, střídavě přisedlé, 3–7 cm dlouhé, 2–3× zpeřené v drobné čárkovité až niťovité úkrojky. Kořen je krátký, vřetenovitého tvaru.
Květy jsou jako u ostatních hvězdnicovitých rostlin drobné, uspořádané do úborů o průměru 10–25 mm vyrůstajících na 3–10 cm dlouhých stopkách; úbory jsou uspořádány v řídkém vrcholičnatém květenství a na jedné rostlině jich může být až 200. V úboru jsou květy dvojího druhu: bílé jazykovité květy s 6–9 mm dlouhou ligulou, kterých je nejčastěji 15, jsou uspořádány po obvodu; brzy po rozvití úboru se sklánějí směrem dolů. V terči úboru jsou květy žluté, trubkovité, pětičetné a jsou umístěny na kuželovitě vyklenutém květním lůžku, které je uvnitř duté a na povrchu je bez plevek. Zákrov je polokulovitý, jeho listeny jsou víceřadě uspořádané, světle zelené s tmavší hnědou žilkou uprostřed, tupě podlouhlé, s širokým suchomázdřitým lemem.
Heřmánek kvete od května či června do srpna až září; opylován je hmyzem, docházet může i k autogamii. Plodem je drobná neochmýřená nažka, která je asi 1 mm dlouhá, lehce zakřivená a smáčklá, na bázi zúžená, na vnitřní straně s 4–5 nízkými žebry. Semena jsou běžně šířena živočichy, včetně člověka.
Ploidie druhu je 2n=18.

### Možnost záměny
Heřmánek pravý může být zaměněn za podobný heřmánek římský, který je ovšem též léčivý, nebo za neúčinné druhy heřmánkovec nevonný nebo rmen rolní. Heřmánek pravý jde poznat podle typické intenzivní vůně a žlutého vyklenutého středu květů. Květy heřmánkovce ani rmenu nemají charakteristickou vůni, žádný z nich také na rozdíl od heřmánku pravého nemá vyklenuté a duté květní lůžko. 
Heřmánkovec je také více robustní rostlina.

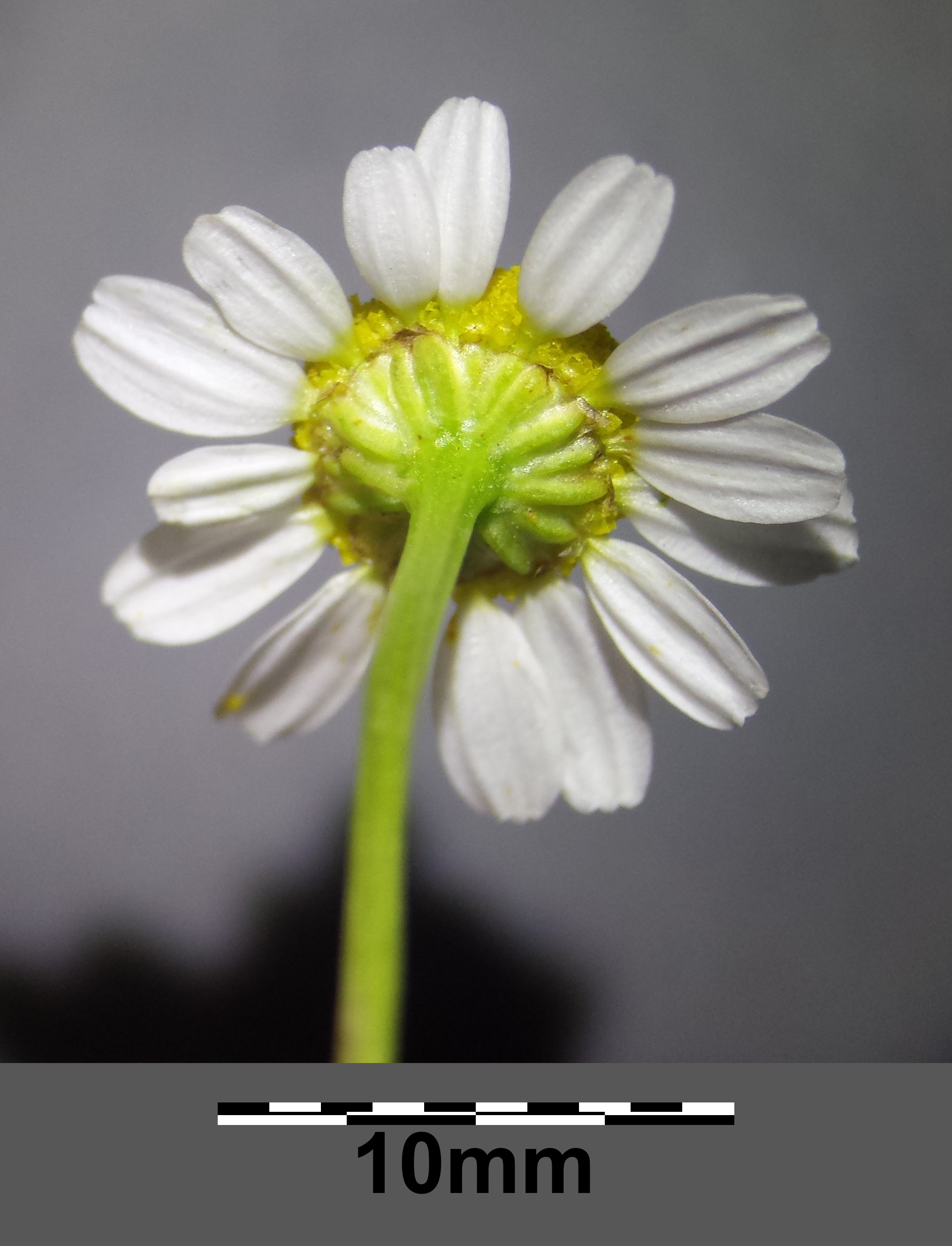
Zákrov úboru
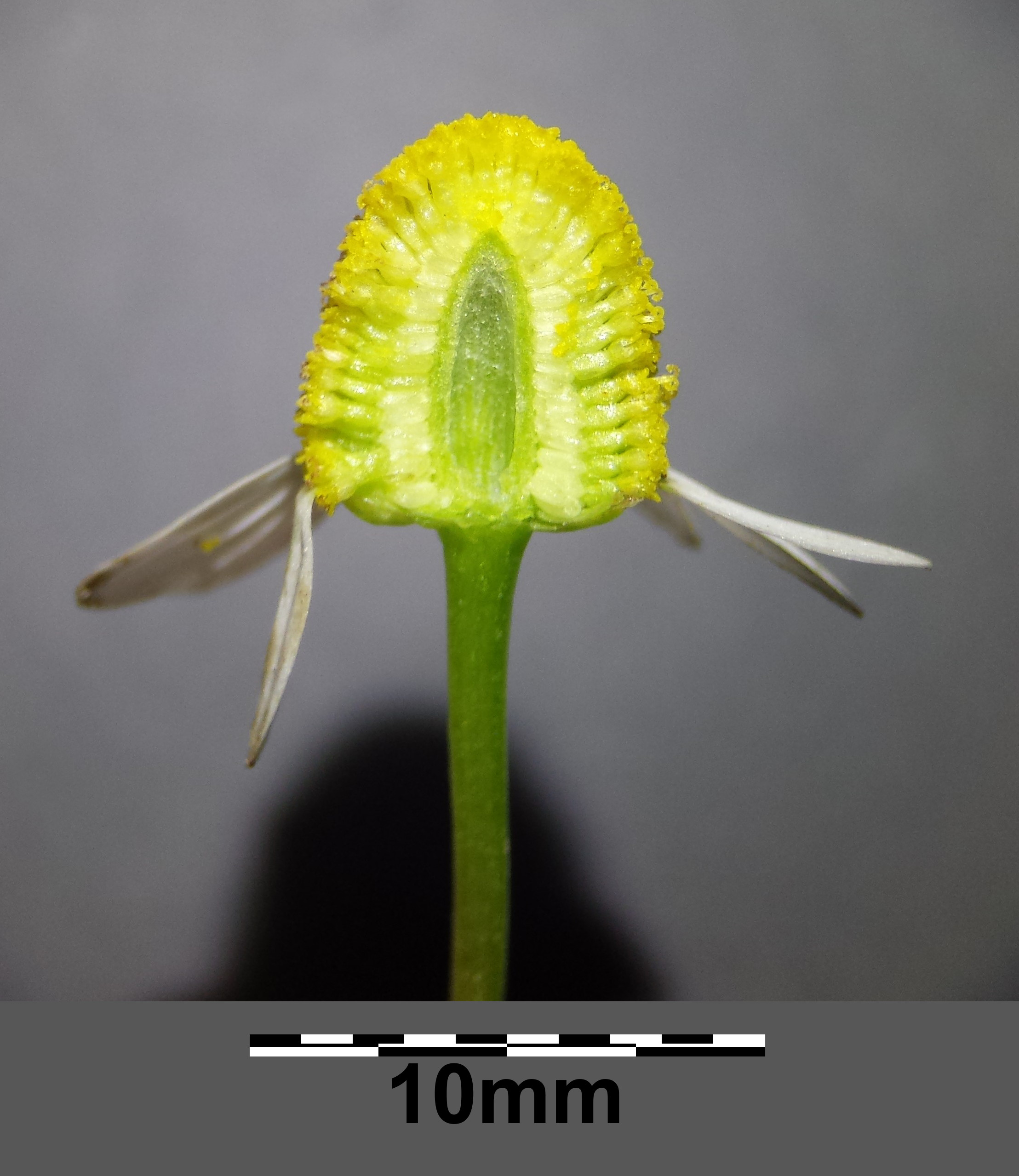
Průřez dutým květním lůžkem
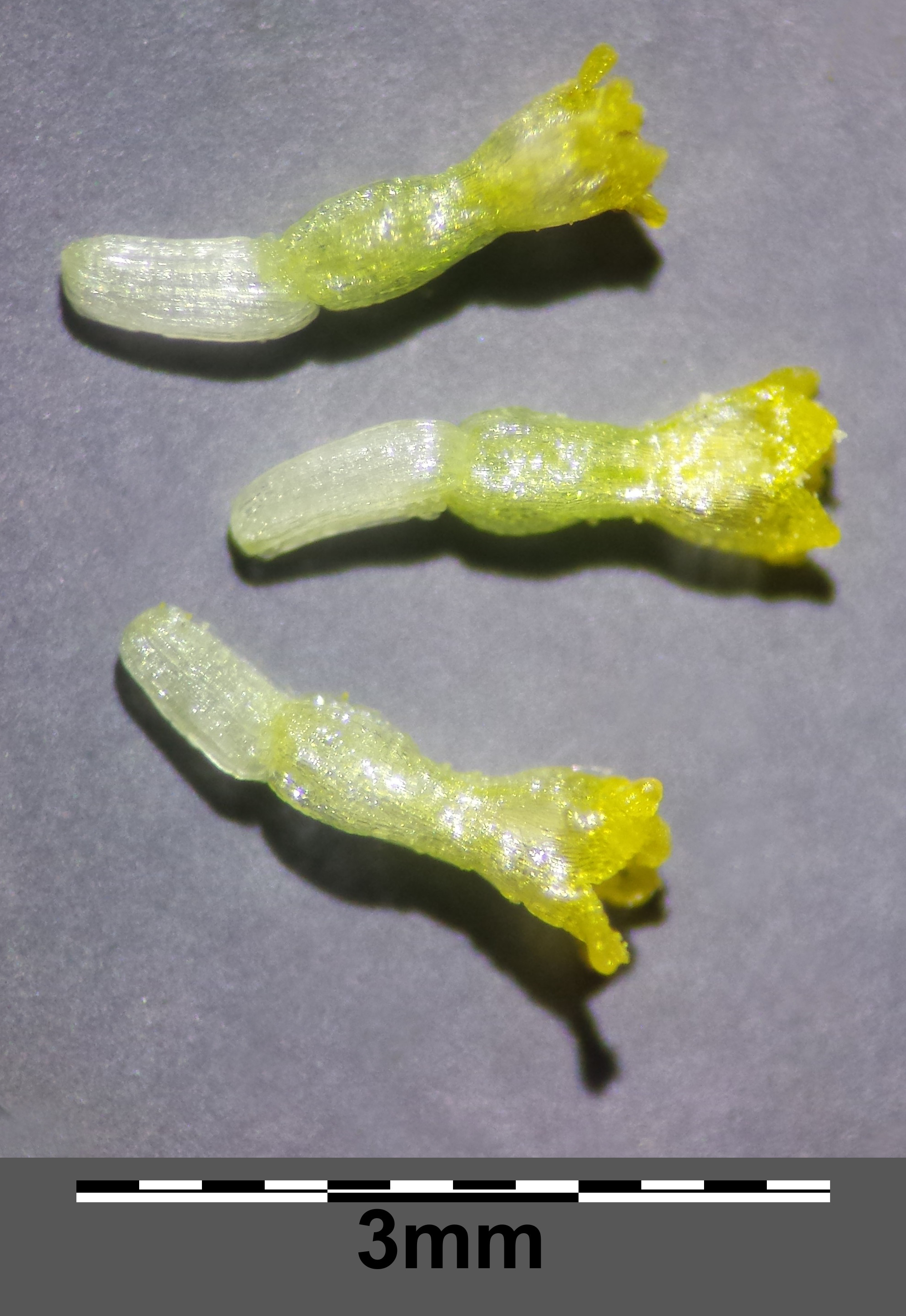
Detail jednotlivých trubkovitých květů z terče úboru
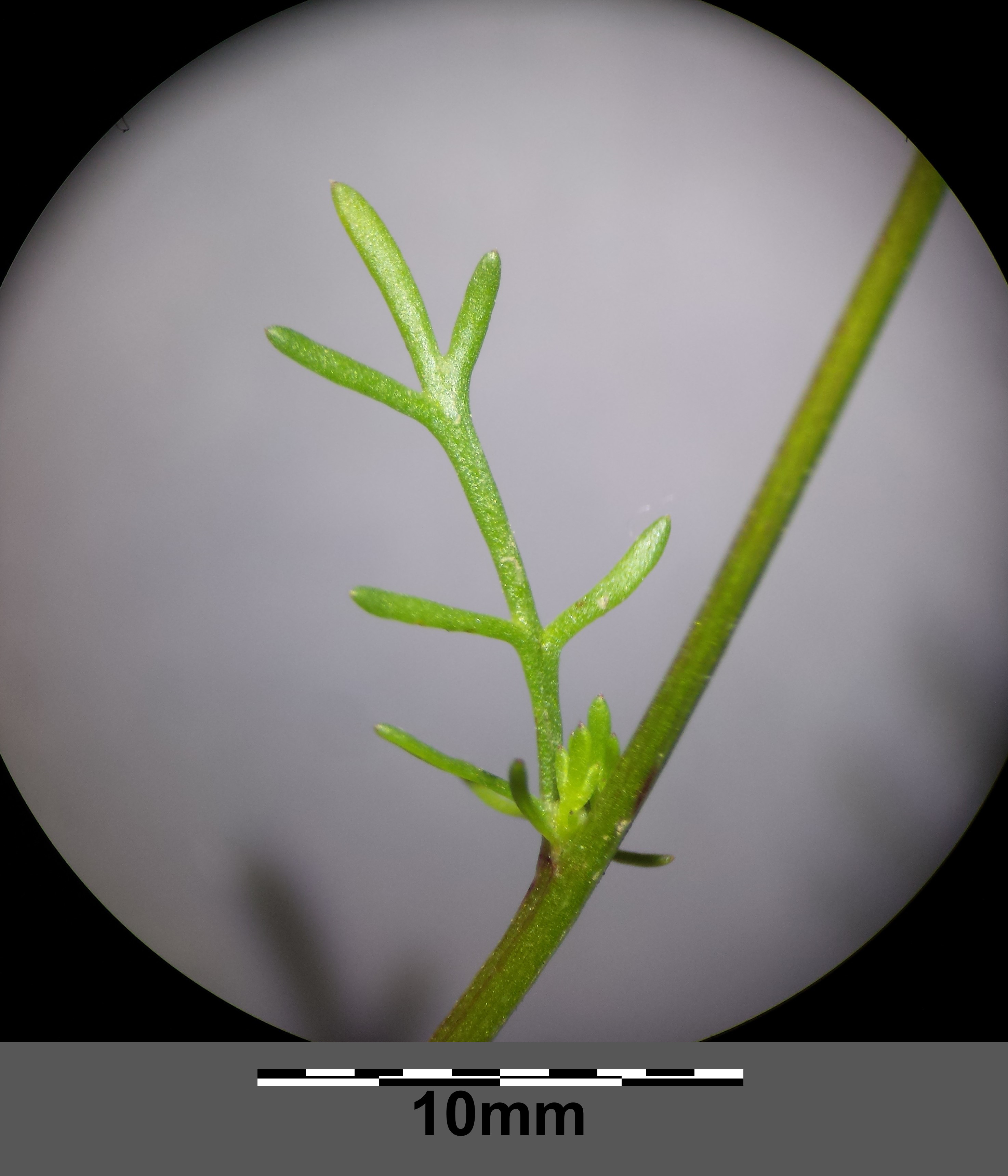
Detail listových úkrojků
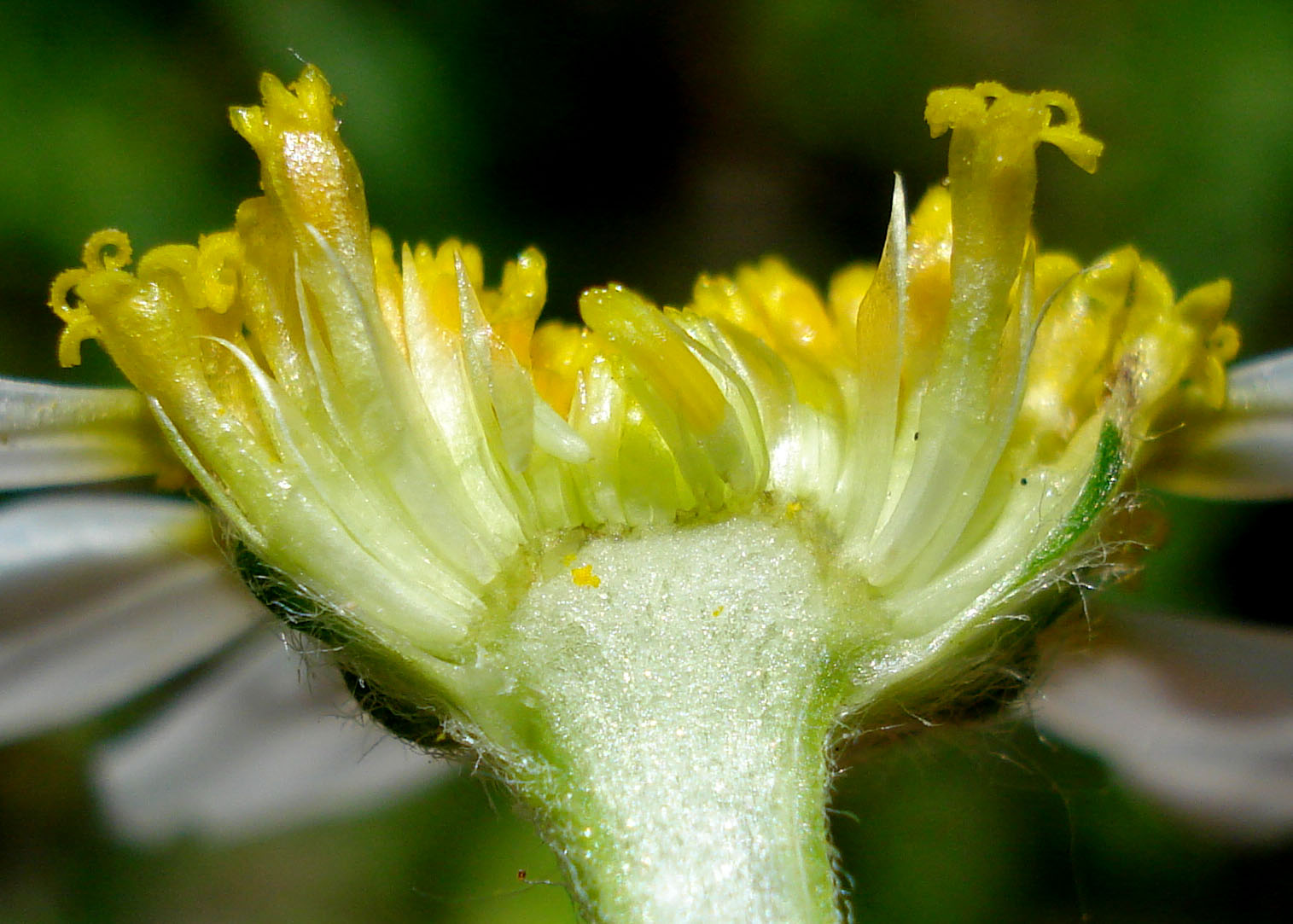
Pro srovnání: květní lůžko rmenu rolního je vyplněno dření a není kuželovitě vyklenuté

## Ekologické nároky a rozšíření

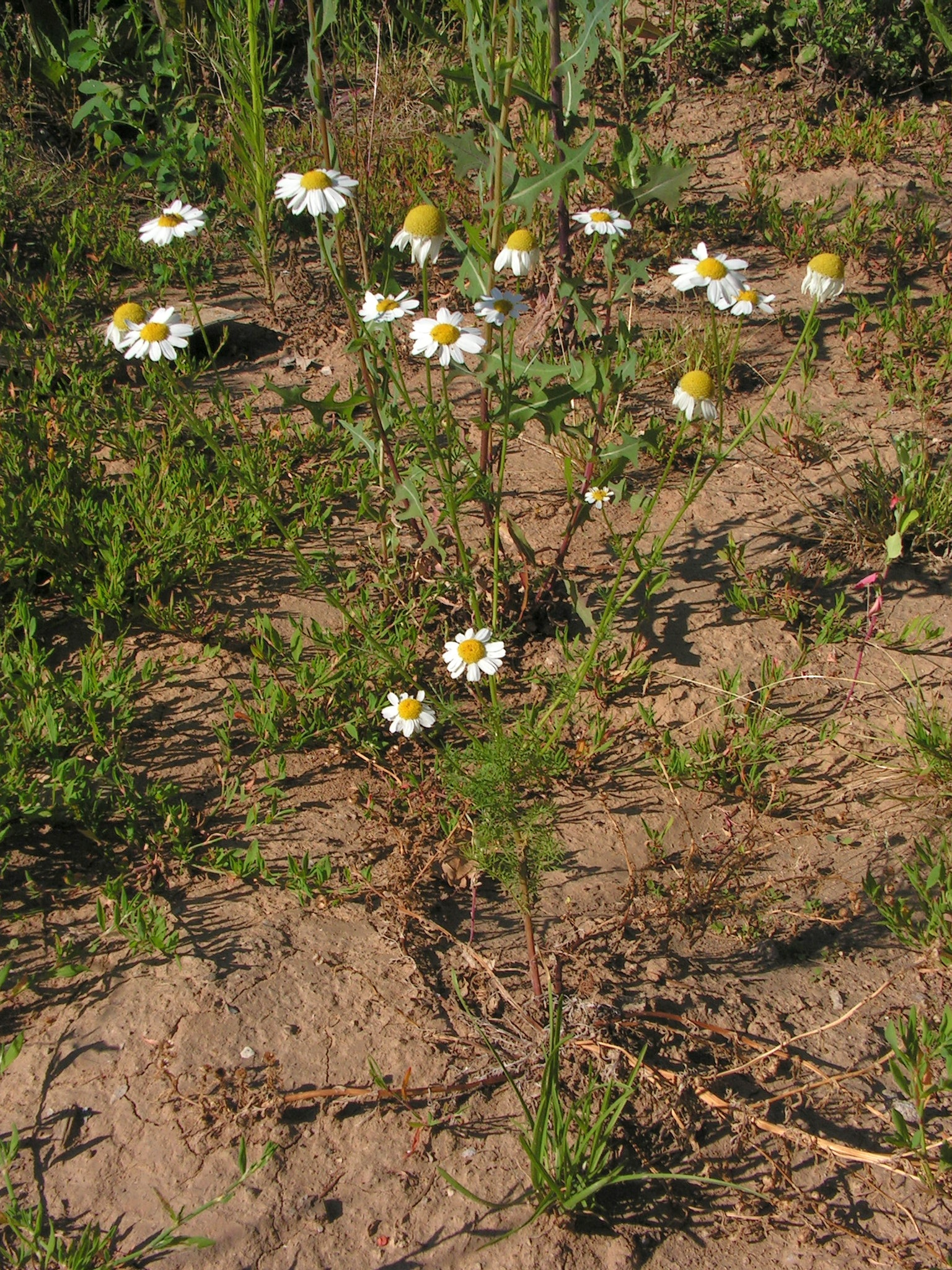
Heřmánek na typickém stanovišti

Heřmánek pravý je hemikryptofyt nebo častěji terofyt, který roste na ruderálních stanovištích a rumištích, okolo cest (včetně solených okrajů silnic), na mezích, úhorech a slaniskách i jako polní plevel. Vyhovují mu půdy písčité, hlinité i jílovité, nepodmáčené, mírně kyselé nebo neutrální, nevápnité. Větší nároky má na světlo. Ve fytocenologii je diagnostickým druhem svazu Scleranthion annui (synonymum Aphanion arvensis, plevelová vegetace obilnin na minerálně chudých půdách), drobnější halofilní morfotyp označovaný jako Matricaria recutita f. bayeri pak svazu suchých slaniskových trávníků Puccelinion limosae. Jako léčivka je často pěstován v polních kulturách. Je dlouhodenní rostlinou, jeho semena klíčí na světle.
Původním druhem je v jižní Evropě, areál jeho rozšíření zahrnuje téměř celou Evropu a západní a Střední Asii, místy se vyskytuje i v Irsku, ve Skandinávii a v mírnějších oblastech Sibiře až po Dálný východ. Zavlečen byl do Makaronésie, obou Amerik, do Austrálie a na Nový Zéland. V České republice je zdomácnělým archeofytem. Vyskytuje se zde na celém území, nejhojněji v termofytiku a v nižších polohách mezofytika, ve vyšších polohách a v oblastech s vápenitými půdami pouze přechodně, především podél komunikací.

## Obsahové látky
Dosud bylo v heřmánku zjištěno více než 120 druhů sekundárních metabolitů s potenciální farmakologickou účinností. Aktivními látkami jsou silice s modravými azuleny a proazuleny, seskviterpeny a četné flavonoidy, hořčiny, taniny, mastné kyseliny a sliz. Jmenovitý soupis látek zahrnuje např. terpeny α-bisabolol, apigenin, azulen, β-karyophylen, bisabolen, borneol, trans-α-farnesen, trans-β-farnesen, farnesol, geraniol, guajazulen, chamazulen, chamomillol, karyofylen, kemferol, levonenol, matricin, matrikarin, thujon, aromatické kyseliny kyselinu salicylovou, kyselinu 2,4-dihydroxybenzoovou, kyselinu 2,5-dihydroxybenzoovou, kyselinu 3,4-dihydroxyskořicovou, kyselinu 4-methoxybenzoovou, kumariny kyselinu kumarovou, umbeliferon, herniarin, kumarin, steroidy sitosterol, stigmasterol, flavonoidy apigenin, luteolin, kvercitin, kvercetrin, sacharidy fruktózu, glukózu, rhamnózu, xylózu, glykosidy apigenin-7-(6"O-acetyl)glukosid, apigenin-7-glukosid, apigenin-7-rutinosid, sitosterol-glukosid, luteolin-7-glukosid, luteoloin-7-rhamnoglukosid, kvercetin-3-O-galaktosid, kvercetin-7-glukosid, vitaminy kyselinu askorbovou, niacin a thiamin.

## Použití

### Lidové a tradiční léčitelství

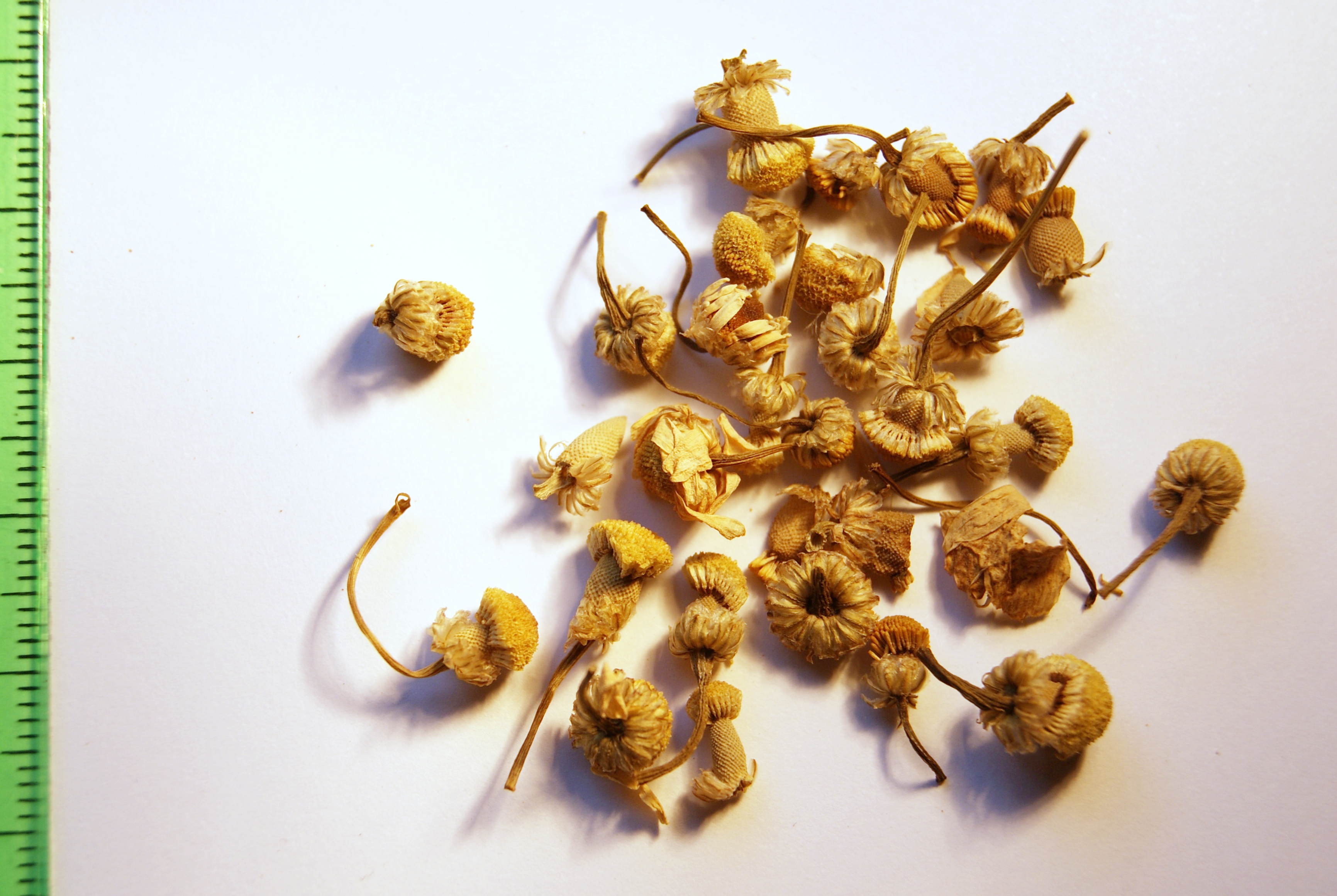
Sušená heřmánková droga

Heřmánek pravý je jako léčivá rostlina užíván již po tisíciletí; byl znám již ve starém Egyptě, v antickém Řecku i Římě. U Anglosasů byl považován za jednu z devíti posvátných bylin darovaných člověku od Boha. Sbírány jsou rozkvetlé úbory krátce po rozvití (Flos chamomillae), které se suší a užívají ve formě čajů a odvarů, přidávají se do ozdravných koupelí a do polštářů pro lepší spánek. Jejich výpary lze též inhalovat. Zevně se užívá heřmánkový olej a nejrůznější masti.

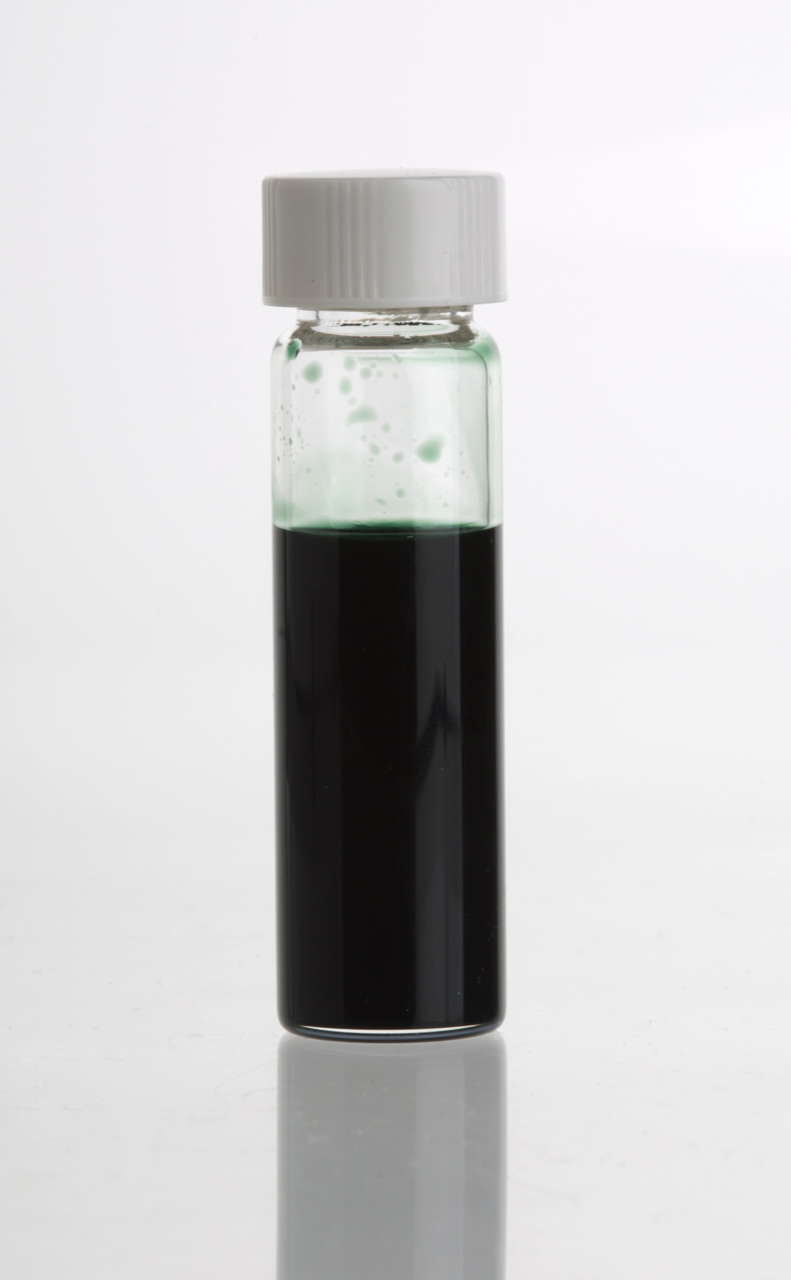
Heřmánkový esenciální olej s typickou modrou barvou

Heřmánková droga má celou škálu léčivých účinků. Působí jako antiflogistikum k léčbě zánětů, například očních spojivek nebo pohlavního ústrojí, při léčbě infikovaných sliznic a alergických reakcí na kůži; jako karminativum při žaludečních a střevních potížích, žaludečních a dvanáctníkových vředech, působí též proti nadýmání. Coby spasmolytikum uvolňuje křeče a tiší bolesti. Užívá se při bronchiálním astmatu a nachlazení, jako diaforetikum (zvyšuje pocení), pomáhá při hojení ran, popálenin a omrzlin. Je účinný proti některým stafylokokům a streptokokům, proti mikrobům Bacillus subtilis, Escherichia coli nebo proti infekcím způsobeným kvasinkou Candida albicans. Užívá se též na poruchy menstruace, proti hemoroidům, k umývání vlasů, na obklady a koupele k celkové harmonizaci a regeneraci organismu. Snižuje úzkost.
Při dlouhodobém užívání může vysušovat sliznice, předávkování způsobuje nauseu. U citlivějších osob může způsobit alergickou reakci. Je vhodný pro děti, a to už od kojeneckého věku; pomáhá při dětské kolice. Mohou jej užívat i těhotné a kojící ženy.

### Farmaceutický a kosmetický průmysl
Destilované heřmánkové silice a esenciální oleje se ve velké míře využívají i ve farmaceutickém a kosmetickém průmyslu. Podle statistik je heřmánek (resp. jeho sušené květy a modré oleje) pátou nejobchodovanější bylinou na světě; k největším světovým producentům patří Maďarsko, Polsko, Německo, Argentina a do svého rozpadu též Československo. Přidává se do šampónů, parfémů, kosmetických krémů, mýdel, toaletních vod, zubních past, masážních olejů a mnoha farmaceutických přípravků včetně likérů.